# State buoni se potete
State buoni se potete è un film italiano del 1983, diretto da Luigi Magni, con Johnny Dorelli e Philippe Leroy. È stato premiato con due David di Donatello.

## Trama
Roma, seconda metà del Cinquecento. In una ricca chiesa, un piccolo ladruncolo, Cirifischio, ruba la preziosa pisside d'oro ma viene scoperto dal parroco e inseguito dalle guardie. Il ragazzino entra all'interno della bottega del fabbro mastro Iacomo, il quale gli indica una chiesa nelle vicinanze, in cui il piccolo può rifugiarsi chiedendo asilo. Lì Cirifischio incontra un giovane prete fiorentino, don Filippo Neri, che in quella chiesa dà vitto e alloggio a bambini, pellegrini e poveri. Quando le guardie entrano in chiesa per arrestare il ladruncolo, don Filippo arriva con la pisside in mano e fa credere che lui stesso avesse mandato il bambino a chiedere in prestito l'oggetto, salvandolo da un eventuale condanna a morte, pena prevista all'epoca nello Stato Pontificio per il furto sacrilego.

Don Filippo parla con il piccolo Cirifischio in oratorio. Sullo sfondo si vede il cantautore Angelo Branduardi, che ha realizzato la colonna sonora del film, mentre dirige il coro dei bambini

Grato al prete, Cirifischio decide di unirsi a lui nella sua opera cristiana di raccolta dei piccoli orfanelli della città. Per sfamare tante bocche, don Filippo è costretto a elemosinare qualche tozzo di pane per i suoi bambini: una sera la sua strada si incrocia con quella del giovane cardinale Duca di Caprarola. Di fronte alle richieste di elemosina del parroco, il ricco prelato risponde ordinando ai suoi sgherri di malmenarlo, suscitando la rabbia di Cirifischio che giura vendetta contro di lui. Il giorno dopo infatti, Cirifischio, insieme agli altri orfanelli di don Filippo, fermano il paggetto per punirlo del suo comportamento: scoprono però che quest'ultimo è in realtà una ragazzina, Leonetta, che il duca di Caprarola tiene con sé per le sue brame sessuali e che viene accolta da don Filippo. Cirifischio incontra di nuovo il Duca e gli lancia una pietra in volto, ma viene arrestato dalle sue guardie. Don Filippo va quindi dal Duca e con uno stratagemma riesce a portarsi via Cirifischio e Leonetta.
Per garantire alla ragazzina una buona educazione, don Filippo decide di condurla nelle scuole dei gesuiti, dirette dal fondatore dell'Ordine padre Ignazio di Loyola, suo amico. Leonetta, intimorita dai metodi dei gesuiti, chiede a Cirifischio di aiutarla: quest'ultimo, in combutta con mastro Iacomo, cerca di farla evadere, ma viene inseguito da Padre Ignazio e don Filippo, che nel frattempo inzuppa con un secchio d'acqua benedetta il fabbro, incenerendolo; egli infatti è la personificazione del diavolo. Cirifischio e Leonetta vengono acciuffati dai gesuiti e condotti di fronte a Padre Ignazio, che decide tuttavia di lasciarli liberi.
Anni dopo, Cirifischio e Leonetta, ora adulti e fidanzati, decidono di sposarsi e don Filippo prepara per loro un pranzo di fidanzamento nel quale invita alte personalità religiose. Tuttavia Cirifischio, su indicazione della vecchia che ora occupa il negozio di mastro Iacomo, incontra di nuovo il Duca di Caprarola. Provocato, il giovane lo uccide con una coltellata. Il pranzo viene dunque interrotto perché Cirifischio confessa il crimine a Leonetta e si dà alla fuga in quanto ricercato.
Anni dopo, dopo aver svolto un incarico da parte del Papa, don Filippo incontra Leonetta, ora diventata suora, e insieme a lei prega per la redenzione di Cirifischio, diventato un brigante. Intanto Ricciardetto, figlio di un nobile che frequenta l'oratorio di don Filippo nonostante l'avversione del padre, è attratto dal diavolo nelle vesti di una giovane mora, nuova inquilina del negozio di fronte alla chiesa di Don Filippo, e muore improvvisamente. Nella camera funeraria dove giace il piccolo, questi resuscita momentaneamente davanti al prete chiedendo perdono per essersi fatto tentare dal demonio, addormentandosi poi fra le braccia di Dio.
Qualche tempo dopo, un brigante entra all'interno dell'oratorio e chiede a don Filippo di recarsi ai ruderi della chiesa di Santa Maria per battezzare il figlio di un bandito. Al battesimo è presente anche Cirifischio, che intende incontrare don Filippo perché è stanco di vivere come un malfattore. Nuovamente il diavolo, ora nei panni di uno scultore, propizia l'incontro di don Filippo con un frate e, durante il tragitto per giungere ai ruderi, il sacerdote discute con lui sulla situazione del tempo. Don Filippo critica infatti le esagerate riforme effettuate dal nuovo Papa, Sisto V, senza sapere che lo stesso frate cercatore è in realtà il pontefice sotto mentite spoglie il quale, benché criticato, ammira molto gli insegnamenti del sacerdote fiorentino. Durante il battesimo, don Filippo incontra Cirifischio e felice lo abbraccia, ma le guardie del Papa entrano di soppiatto e lo arrestano. Cirifischio è condannato a morte e l'unico modo per salvarlo è rivolgersi direttamente a Sisto V.
Al cospetto del pontefice, don Filippo riconosce in lui il frate cercatore incontrato qualche giorno prima. Il papa decide di farlo cardinale affinché possa diventare suo consigliere spirituale. Rifiutando cortesemente l’investitura, don Filippo chiede al pontefice la scarcerazione di Cirifischio, ma Sisto V non acconsente. Il giovane verrà giustiziato qualche giorno dopo, non prima di avere saputo da don Filippo di essere stato ingannato per tutta la vita dal demonio ed essere riuscito a rivedere per l'ultima volta l'amata Leonetta.
Tornato al suo oratorio, vecchio e stanco, don Filippo continua a dedicarsi ai suoi piccoli orfanelli, nella gioia di seguire Dio.

## Produzione
Il film è stato girato prevalentemente a Roma e nelle province laziali. In particolare a Roma si riconosce Porta Maggiore a piazzale Labicano, la Basilica di San Clemente - dove viene posta nella finzione la sede della Compagnia di Gesù di Ignazio di Loyola - il complesso dei Mercati Traianei - dove lavorano le prostitute - ed altri edifici in via della Caffarella e in via Appia Antica.
La scene della chiesa in cui vive e opera San Filippo e della bottega di mastro Iacomo e delle altre personificazioni del Demonio, non sono a Roma ma sono in realtà nel paese di Anagni, in provincia di Frosinone, così come la chiesa in cui, nella scena iniziale, Cirifischio ruba la pisside.
La residenza del Duca di Caprarola è il Palazzo Farnese a Caprarola, in provincia di Viterbo, già utilizzato in altri film storici, mentre la scena dell'impiccagione di Cirifischio avviene a Ostia antica.

## Colonna sonora
La colonna sonora è stata composta dal cantautore Angelo Branduardi, qui alla sua prima esperienza in quest'ambito; lo stesso Branduardi recita nella parte di Spiridione, un personaggio di fantasia, dopo che i piccoli cantori del coro si opposero alla partecipazione nel ruolo di un attore per loro sconosciuto.
Le musiche sono di Branduardi e i testi della moglie Luisa Zappa, escluso il brano Capitan Gesù, scritta da Luigi Magni. Gli arrangiamenti sono di Gianfranco Lombardi. L'attrice Iris Peynado interpreta il brano Canzone di Cadigia. Il Piccolo Coro Akademia canta nei brani Capitan Gesù e Vanità di vanità.

## Riconoscimenti
- 1983 - David di Donatello
  - Miglior attrice esordiente a Federica Mastroianni
  - Miglior musicista ad Angelo Branduardi
  - Candidatura al miglior produttore a Carlo Cucchi e Silvia D'Amico Bendicò
  - Candidatura al miglior attore protagonista a Johnny Dorelli
  - Candidatura al miglior costumista a Lucia Mirisola
- 1983 - Nastro d'argento
  - Miglior colonna sonora ad Angelo Branduardi
  - Candidatura alla migliore scenografia a Lucia Mirisola